# Landtagswahl in Sachsen 1930
- KPD: 13
- SPD: 32
- DDP: 3
- WP: 10
- DVP: 8
- SLV: 5
- VRP: 2
- DNVP: 5
- CSVD: 2
- VNR: 2
- NSDAP: 14

Die Landtagswahl in Sachsen 1930 fand am 22. Juni 1930 statt und war die fünfte und letzte Landtagswahl im Freistaat Sachsen in der Weimarer Republik. Wie bei allen Landtagswahlen im Sachsen der Weimarer Republik wurden die Sozialdemokraten stärkste Kraft, erstmals gefolgt von den Nationalsozialisten und den Kommunisten.

## Detailergebnisse
Das Ergebnis der 5. Wahl zum Sächsischen Landtag ist folgend aufgelistet:
| Listen            | Listen                                                       | Stimmen   | %    | +/-  | Mandate | +/- |
| ----------------- | ------------------------------------------------------------ | --------- | ---- | ---- | ------- | --- |
|                   | Sozialdemokratische Partei Deutschlands (SPD)                | 871.114   | 33,4 | ▼0,8 | 32      | ▼1  |
|                   | Nationalsozialistische Deutsche Arbeiterpartei (NSDAP)       | 376.769   | 14,4 | ▲9,4 | 14      | ▲9  |
|                   | Kommunistische Partei Deutschlands (KPD)                     | 355.381   | 13,6 | ▲0,8 | 13      | ▲1  |
|                   | Reichspartei des deutschen Mittelstandes (Wirtschaftspartei) | 276.674   | 10,6 | ▼0,7 | 10      | ▼1  |
|                   | Deutsche Volkspartei (DVP)                                   | 227.329   | 8,7  | ▼4,7 | 8       | ▼5  |
|                   | Deutschnationale Volkspartei (DNVP)                          | 124.261   | 4,8  | ▼3,3 | 5       | ▼3  |
|                   | Sächsisches Landvolk (SLV)                                   | 120.391   | 4,6  | ▼0,6 | 5       | ▬   |
|                   | Deutsche Demokratische Partei (DDP)                          | 83.745    | 3,2  | ▼1,1 | 3       | ▼1  |
|                   | Christlich-Sozialer Volksdienst (CSVD)                       | 57.428    | 2,2  | ▲2,2 | 2       | ▲2  |
|                   | Reichspartei für Volksrecht und Aufwertung (VRP)             | 44.228    | 1,7  | ▼0,9 | 2       | ▼1  |
|                   | Volksnationale Reichsvereinigung (VNR)                       | 39.358    | 1,5  | ▲1.5 | 2       | ▲2  |
|                   | Alte Sozialdemokratische Partei Deutschlands (ASPD)          | 19.206    | 0,7  | ▼0,8 | –       | ▼2  |
|                   | Kommunistische Partei-Opposition (KPD–Opposition)            | 14.719    | 0,6  | ▼0,3 | –       | ▬   |
|                   | Deutsche Zentrumspartei (Z)                                  | –         | –    | ▼0.9 | –       | ▼0  |
| Gesamt            | Gesamt                                                       | 2.610.603 | 100  |      | 96      | –   |
|                   |                                                              |           |      |      |         |     |
| Ungültige Stimmen | Ungültige Stimmen                                            | 26.324    | 1,0  | ▲0,1 |         |     |
| Wähler            | Wähler                                                       | 2.636.927 | 73,6 | ▼4,8 |         |     |
| Wahlberechtigte   | Wahlberechtigte                                              | 3.580.541 |      |      |         |     |
|                   |                                                              |           |      |      |         |     |
| Quelle:           |                                                              |           |      |      |         |     |

## Folgen
In der konstituierenden Sitzung des neuen Landtags trat Ministerpräsident Walther Schieck (DVP) verfassungsgemäß zurück. Das nunmehr geschäftsführende Gesamtministerium Schieck blieb jedoch bis März 1933 im Amt, da es nicht gelang einen neuen Ministerpräsidenten zu wählen. Schieck wurde abgelöst von Manfred von Killinger (NSDAP). Das Ergebnis der Ministerpräsidentenwahl vom 15. Juli 1930 (2. Sitzung des Landtags) ist folgend aufgelistet (in kursiv gedruckt sind Wahlvorschläge, die nicht vorher kundgegeben wurden; die Unterstützung ist entsprechend in Klammern gesetzt sofern sie nicht eindeutig aus dem Plenarprotokoll hervorgeht):
| Wahlgang                                                                                          | Kandidat | Kandidat                                     | Stimmen | Anteil (abgegebene Stimmen) | Unterstützer | Unterstützer | Unterstützer | Unterstützer | Unterstützer | Unterstützer | Unterstützer | Unterstützer                         |
| ------------------------------------------------------------------------------------------------- | -------- | -------------------------------------------- | ------- | --------------------------- | ------------ | ------------ | ------------ | ------------ | ------------ | ------------ | ------------ | ------------------------------------ |
| 1. Wahlgang (15. Juli 1930)                                                                       |          | Friedrich Krug von Nidda und von Falkenstein | 45      | 46,9 %                      |              |              |              |              |              |              |              | NSDAP, WP, DVP, SLV, VRP, CSVD, DNVP |
| 1. Wahlgang (15. Juli 1930)                                                                       |          | Richard Lipinski                             | 32      | 33,3 %                      |              |              |              |              |              |              |              | SPD                                  |
| 1. Wahlgang (15. Juli 1930)                                                                       |          | Rudolf Renner                                | 13      | 13,5 %                      |              |              |              |              |              |              |              | KPD                                  |
| 1. Wahlgang (15. Juli 1930)                                                                       |          | Wilhelm Külz                                 | 3       | 3,1 %                       |              |              |              |              |              |              |              | (DDP)                                |
| 1. Wahlgang (15. Juli 1930)                                                                       |          | Richter                                      | 2       | 2,0 %                       |              |              |              |              |              |              |              | ?                                    |
| 1. Wahlgang (15. Juli 1930)                                                                       |          | Max Lasse                                    | 1       | 1,0%                        |              |              |              |              |              |              |              | (VNR)                                |
| Kein Kandidat hat die erforderliche Mehrheit erhalten. Geschäftsführende Regierung bleibt im Amt. |          |                                              |         |                             |              |              |              |              |              |              |              |                                      |
| 2. Wahlgang (22. Juli 1930)                                                                       |          | Richard Lipinski                             | 32      | 33,3 %                      |              |              |              |              |              |              |              | SPD                                  |
| 2. Wahlgang (22. Juli 1930)                                                                       |          | Hugo Weber                                   | 31      | 32,2 %                      |              |              |              |              |              |              |              | WP, DNVP (und weitere)               |
| 2. Wahlgang (22. Juli 1930)                                                                       |          | Karl Fritsch                                 | 14      | 14,6 %                      |              |              |              |              |              |              |              | NSDAP                                |
| 2. Wahlgang (22. Juli 1930)                                                                       |          | Rudolf Renner                                | 13      | 13,5 %                      |              |              |              |              |              |              |              | KPD                                  |
| 2. Wahlgang (22. Juli 1930)                                                                       |          | Wilhelm Külz                                 | 3       | 3,1 %                       |              |              |              |              |              |              |              | (DDP)                                |
| 2. Wahlgang (22. Juli 1930)                                                                       |          | Richter                                      | 2       | 2,0 %                       |              |              |              |              |              |              |              | ?                                    |
| 2. Wahlgang (22. Juli 1930)                                                                       |          | Max Lasse                                    | 1       | 1,0 %                       |              |              |              |              |              |              |              | (VNR)                                |
| Kein Kandidat hat die erforderliche Mehrheit erhalten. Geschäftsführende Regierung bleibt im Amt. |          |                                              |         |                             |              |              |              |              |              |              |              |                                      |
| 3. Wahlgang (7. Oktober 1930)                                                                     |          | Friedrich Krug von Nidda und von Falkenstein | 46      | 47,9 %                      |              |              |              |              |              |              |              | NSDAP, WP, DVP, SLV, VRP, CSVD, DNVP |
| 3. Wahlgang (7. Oktober 1930)                                                                     |          | Richard Lipinski                             | 32      | 33,3 %                      |              |              |              |              |              |              |              | SPD                                  |
| 3. Wahlgang (7. Oktober 1930)                                                                     |          | Rudolf Renner                                | 13      | 13,5 %                      |              |              |              |              |              |              |              | KPD                                  |
| 3. Wahlgang (7. Oktober 1930)                                                                     |          | Richter                                      | 5       | 5,2 %                       |              |              |              |              |              |              |              | ?                                    |
| Kein Kandidat hat die erforderliche Mehrheit erhalten. Geschäftsführende Regierung bleibt im Amt. |          |                                              |         |                             |              |              |              |              |              |              |              |                                      |
| Weitere Wahlen fanden bis zur letzten Sitzung am 21. Februar 1933 nicht statt.                    |          |                                              |         |                             |              |              |              |              |              |              |              |                                      |

Die fünfte Landtagswahl war zudem die letzte in der Weimarer Republik. Zwar trat noch ein 6. Landtag zusammen; dieser wurde allerdings nicht in einer Landtagswahl gewählt, sondern aus dem Reichstagswahlergebnis vom 5. März 1933 bestimmt.

## Belege
1. ↑  Sachsen: Wahl zum 5. Landtag 1930. Abgerufen am 29. Mai 2025.
2. ↑  Landtagswahlen 1918-1933 - Sachsen. Abgerufen am 29. Mai 2025.
3. ↑  DFG-Viewer. Abgerufen am 29. Mai 2025.
4. ↑  DFG-Viewer. Abgerufen am 29. Mai 2025.
5. ↑  DFG-Viewer. Abgerufen am 29. Mai 2025.